# V363 Большого Пса
V363 Большого Пса (лат. V363 Canis Majoris) — одиночная переменная звезда в созвездии Большого Пса на расстоянии приблизительно 4486 световых лет (около 1375 парсеков) от Солнца. Видимая звёздная величина звезды — от +9,7m до +9m.

## Характеристики
V363 Большого Пса — пульсирующая полуправильная переменная звезда типа SRB (SRB).